# 長谷川真也
長谷川真也（日语：／ Hasegawa Shinya，1968年7月28日—），日本男性動畫師、人物設計師、業餘無線電家。出身於東京都。

## 經歷
長谷川真也從東京設計師學院動畫科（現東京網路傳輸學校）畢業後，加入葦Production。隨後轉入東映動畫，擔任《美少女戰士》系列的作畫監督。他也是該系列的系列導演（導演）幾原邦彥領導的創作團隊「Be-Papas」的成員，並在《少女革命歐蒂娜》中首次負責人物設定。目前隸屬於J.C.STAFF，經常參與東映動畫和J.C.STAFF的製作。
他作為動畫師的方針是，作為作畫監督「我想珍惜每個人所具有的獨特性」，作為原畫師「我不想提高我的繪畫技巧，而是想畫出只有我能畫的線條」，並且他專注於合作過程中經常被遺忘的主題。
他也是一名業餘無線電操作員，並在2023年10月20日負責日本業餘無線電聯盟為沒有業餘無線電執照的人出版的小冊子《什麼是業餘無線電？》中的插圖。
除了光鮮亮麗的設計之外，他在業界還以對酒精無與倫比的熱愛而聞名。

## 參加作品

### 電視動畫
1991年
- 蓋特機器人號（—1992年，原畫）[注 1]

1992年
- 美少女戰士系列（—1997年，作畫監督）

1994年
- 魔法騎士雷阿斯（原畫）

1995年
- 爆走獵人（作畫、原畫）
- 新世紀福音戰士（作畫、作畫監督、原畫）

1997年
- 少女革命歐蒂娜（企劃、原作[注 2]、人物設定、作畫、作畫監督、原畫）

2001年
- 幽浮寶貝（原畫）
- 小小雪精靈（原畫）

2002年
- 青出於藍（設計工作）
- 笑園漫畫大王（原畫）

2003年
- 高機動幻想 ～嶄新之行軍歌～（日语：ガンパレード・マーチ 〜新たなる行軍歌〜）（原畫）
- 一騎當千（人物設定、作畫監督、作畫、原畫[4]）
- 真月譚 月姬（原畫）

2004年
- 光與水的女神 -DAPHNE IN THE BRILLIANT BLUE-（OP原畫）
- 忘却的旋律（人物設定、總作畫監督補佐、作畫監督、原畫）

2005年
- 我的太太是魔法少女（人物設定、作畫監督、作畫監督補佐[5]）
- 機獸超世紀（原畫）
- 新宇宙飛龍 LEGEND OF DAIKU-MARYU（原畫）

2006年
- 後天的方向。（總作畫監督、作畫監督、原畫）
- 冬季花園（人物設定、總作畫監督、作畫監督、原畫）

2007年
- 戀愛情結（OP原畫）
- 零之使魔 ～雙月的騎士～（原畫、作畫監督）

2008年
- 君吻 pure rouge（作畫監督）
- 死後文（原畫）
- 魔法禁書目錄（總作畫監督）

2009年
- 初戀限定。（總作畫監督）

2010年
- 少女妖怪 石榴（人物設定[6]、作畫監督）

2011年
- 食夢者瑪莉（原畫）
- 戰國少女 ～桃色異傳～（作畫監督、原畫）
- 緋彈的亞莉亞（原畫）
- 轉吧！企鵝罐（原畫）

2012年
- 愛殺寶貝（人物設定、作畫監督、原畫、總作畫監督）

2013年
- 青春紀行（人物設定、總作畫監督、作畫監督）

2015年
- 在地下城尋求邂逅是否搞錯了什麼（原畫）

2016年
- TABOO TATTOO -禁忌咒紋-（人物設定、總作畫監督[7]）

2017年
- 學園少女突襲者 Animation Channel（作畫監督）
- 劍姬神聖譚 在地下城尋求邂逅是否搞錯了什麼 外傳（作畫監督）
- 泥鯨之子們在沙地上歌唱（作畫監督）

2018年
- 最終休止符 -無止境的螺旋物語-（原畫）
- 行星與共（作畫監督、原畫）

2021年
- EDENS ZERO（作畫監督）

2023年
- 獻祭公主與獸王（人物設定、總作畫監督）
- 七魔劍支配天下（總作畫監督）

2024年
- 從Lv2開始開外掛的前勇者候補過著悠哉異世界生活（作畫監督、總作畫監督）
- 當不成魔法師的女孩（作畫監督、總作畫監督）
- 魔王2099（總作畫監督）

2025年
- 男女之間存在純友情嗎？（不，不存在！）（總作畫監督）

### 電影動畫
- 機動戰艦撫子號 -黑暗王子-（1998年，原畫）
- 少女革命歐蒂娜：思春期默示錄（1999年，人物設定、分鏡、作畫監督）
- 數碼寶貝大冒險：我們的戰爭遊戲！（2000年，原畫）
- 跳躍吧！時空少女（2006年，原畫）
- 劇場版 魔法禁書目錄：恩底彌翁的奇蹟（2013年，作畫監督、原畫）
- 劇場版 Happiness Charge 光之美少女！人偶之國的芭蕾舞女（2014年，原畫）

### OVA
- 偶像防衛隊（1993年—1995年，原畫）
- 天翔少女（2006年，原畫）

### 遊戲
- 超級真實麻雀PVI（日语：スーパーリアル麻雀）（1996年，原畫）
- （2003年，OP動畫分鏡&演出&原畫）[注 3]）
- 紙箱戰機（2011年，動畫部分人物設定、總作畫監督、原畫）

## 腳註

## 外部連結
- 長谷川真也的X（前Twitter） （日語）
- （日語）—WEB Anime Style（日语：アニメスタイル）